# Bundesautobahn 115
De Bundesautobahn 115 (kortweg A115) is een Duitse Autobahn die een zuidelijke verbinding vormt tussen Berlijn en de Berlijnse Ring. Daarbij verloopt de A115 gedeeltelijk op het traject van het voormalige racecircuit AVUS.
De AVUS (en daarmee de huidige A115) werd reeds in 1921 voor het verkeer geopend en was daarmee de eerste snelweg ter wereld. Het gedeelte tussen de huidige afrit Zehlendorf en Dreieck Nuthetal is in 1940 voor het verkeer vrijgegeven. Als laatste werd het wegvak Zehlendorf - Spanische Allee in 1941 geopend.

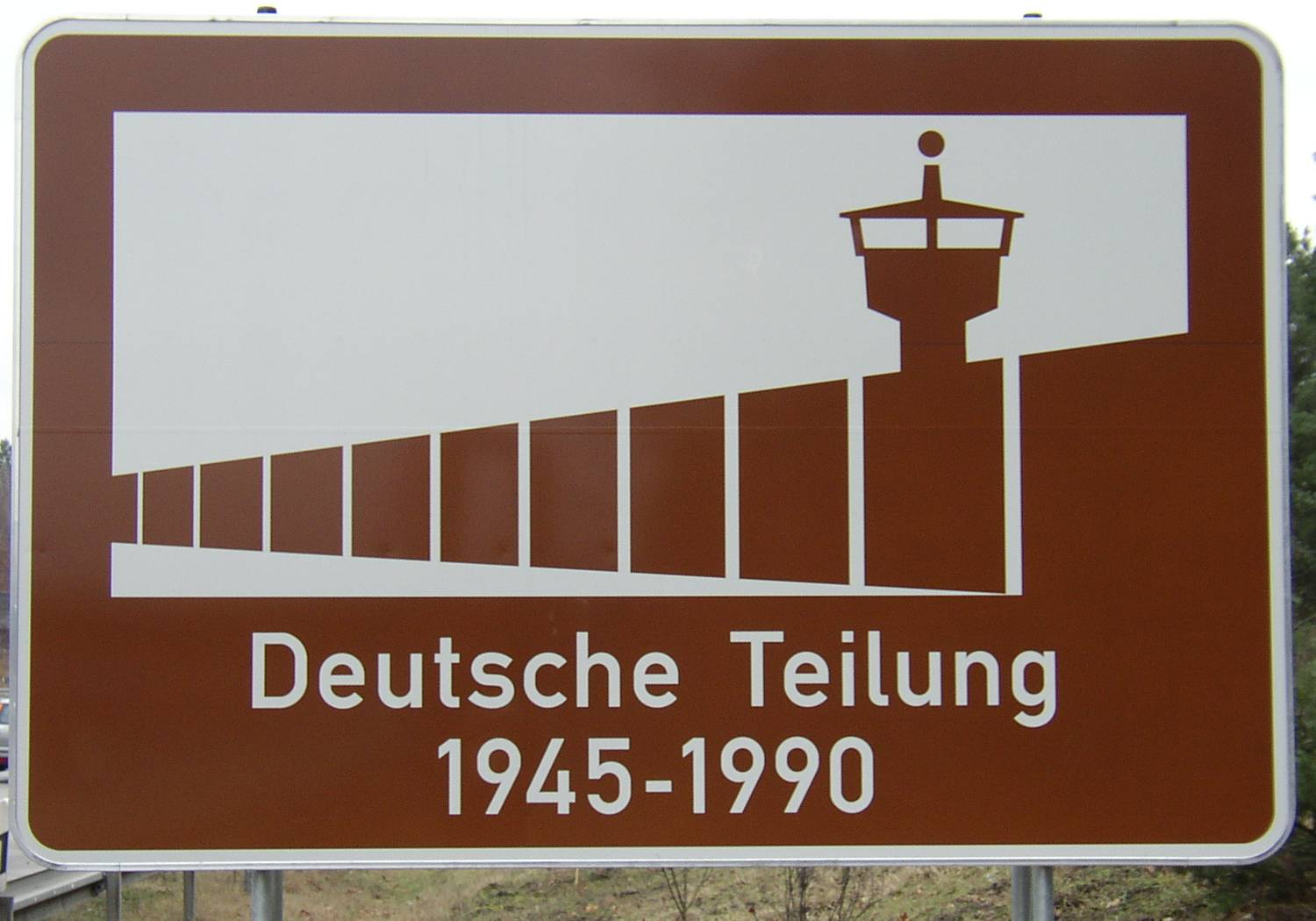
Informatiebord langs de A115 ter nagedachtenis aan de Duits-Duitse grens.

Na de Tweede Wereldoorlog lag de A115 in drie verschillende bezettingszones, tussen het huidige Dreieck Nuthetal en Kleinmachnow liep de autosnelweg in de Sovjet-bezettingszone (en daarmee later in de DDR), het noordelijke gedeelte tussen Kleinmachnow en de AVUS lag in de Amerikaanse- en Britse bezettingszone (en daarmee in West-Berlijn). Daardoor werd Grenzübergangsstelle (GÜSt) Drewitz/Kontrollpunkt Dreilinden (de laatste tevens bekend als Checkpoint Bravo) de belangrijkste grensovergang in het Transitverkeer tussen de Bondsrepubliek Duitsland en West-Berlijn.
Tegenwoordig zijn er nog 3 gedenktekenen aan de voormalige grens te bewonderen. Net het verlaten van Berlijn is nog een sokkel te zien, die tot 1990 het Staatswapen van de DDR droeg. Iets verderop staat een sokkel die een graafmachine draagt. Daarnaast stond er tot de Duitse hereniging ook nog een Sovjet-tank opgesteld, als teken van de Russische overwinning op nazi-Duitsland. Aan de rand van de toenmalige grensovergang staat ten slotte ook nog een wachttoren van de grenstroepen, welke aangeeft hoe de Duits-Duitse grens werd bewaakt.
Oorspronkelijk liep de autosnelweg bij de Berlijnse stadsgrens westelijk van het huidige verloop. Maar het verloop van de autosnelweg (welke na de controle op Oost-Duits gebied nog een keer terugkeerde in West-Berlijn, alvorens weer op Oost-Duits gebied uit te komen) leidde tot veel vluchtpogingen vanuit de DDR naar West-Berlijn. De regering van de DDR besloot hierop in 1969 het tracé oostwaarts te verplaatsen, zodat vanaf de grensovergang de autosnelweg alleen nog op Oost-Duits grondgebied verliep.
Tegenwoordig verloopt de A115 over een nieuw tracé, het oude werd na de Duitse hereniging nog voor filmdoeleinden gebruikt. Tegenwoordig wordt dit gedeelte niet meer gebruikt, en daarom aan de natuur teruggegeven.